# Five Nights at Freddy's 2 (computerspel)
Five Nights at Freddy's 2 is het vervolg van het indie-horrorspel Five Nights at Freddy's, waar de speler als nachtwaker werkt in het pizzarestaurant Freddy Fazbear's Pizza. Het derde deel van de serie kwam uit op 2 maart 2015.

## Plot
De speler speelt als nachtwaker Jeremy Fitzgerald, die werkt bij Freddy Fazbear's Pizza. In een voicemailbericht dat is achtergelaten, vertelt een man ('Phone Guy' genoemd) over de animatronics en hoe men ze het best kan ontwijken. Verder vertelt hij dat de speler alles moet vergeten over het vorige restaurant, omdat het een slechte reputatie had.
Hoewel dit spel het tweede uit de reeks is, is er sprake van een prequel en spelen de gebeurtenissen zich af voor die van het eerste spel.

## Gameplay
De speler moet van middernacht tot 6 uur 's morgens zien te overleven (ongeveer zes tot acht minuten in echte tijd), zonder aangevallen te worden door een van de dertien animatronics die in het restaurant aanwezig zijn. Het perspectief van het spel wordt getoond in de eerste persoon.
Spelers moeten de beveiligingscamera's controleren en met hun zaklamp in de gang en/of de luchtschachten schijnen. Als een van de animatronics (robotdieren) in de schachten of in de gang staan, moet hij/zij een Freddy Fazbearmasker opzetten. Enkel Foxy moet met een zaklamp weggejaagd worden. Ook heel belangrijk is het opwinden van de muziekdoos, waardoor men The Puppet of The Marionette bij zich vandaan houdt. Als de speler doodgaat, is er een kleine kans dat hij/zij een arcade-achtige minigame moet spelen. Deze minigames vertellen het geheimzinnige verhaal van de pizzeria.

## Animatronics

### Nieuwe animatronics
- The Puppet
- Toy Freddy
- Toy Bonnie
- Toy Chica
- The Mangle
- Balloon Boy

### Versleten animatronics
- Withered Freddy
- Withered Bonnie
- Withered Chica
- Withered Foxy
- Withered Golden Freddy
- Withered Golden Freddy Head

### Andere animatronics
- Mr. Cupcake (hoort bij (Toy) Chica)

## Easter Eggs
- Er zijn vier animatronics die een kleine kans hebben om op het scherm te verschijnen: Shadow Bonnie - Verschijnt op kantoor en zorgt ervoor dat het spel crasht nadat het voldoende is bekeken, Shadow Freddy - Verschijnt pas in de Parts- / Serviceroom nadat alle originele animatronics zijn vertrokken, Endo-02, die verschijnt in de Pricecorner en de Left Airvent en JJ, die verschijnt in het kantoor, waar ze onder het bureau naar de speler kan gluren.
- Soms verdwijnt een papier uitgesneden pop op onverklaarbare wijze uit Party Room 4 en verschijnt hij weer in het kantoor, hangend aan de verre muur rechts van de ingang. Het is niet bekend waarom of hoe dit gebeurt.
- Af en toe, nadat The Puppet de Pricecorner heeft verlaten, kan hij op willekeurige tijdstippen gedurende zeer korte tussenpozen op de camera verschijnen. Het verschijnt in de camera van de Main Hall, meestal met korte tussenpozen flitsende gezicht, of soms zelfs rechtopstaand.
- In zeer zeldzame gevallen kan de speler een afbeelding ervaren van een van de drie oogloze animatronics, net als de oogloze Bonnie uit de eerste game. Terwijl de afbeeldingen worden weergegeven, is het geluid dat wordt afgespeeld, meestal het geluid dat de zaklamp maakt wanneer deze is uitgeschakeld en zichzelf herhaalt totdat het voorbij is. De animatronics die kunnen verschijnen, zijn Freddy, Foxy of Toy Bonnie.

## Trivia
- Toy Chica, The Puppet en Golden Freddy verschijnen niet in de trailer van Five Nights at Freddy's 2, hoewel Toy Chica op verschillende posters in de camerafeeds te zien is en The Puppet en Golden Freddy in het begin zijn afgebeeld op kindertekeningen van de trailer.
- Toevallig vond de release van Five Nights at Freddy's 2 87 dagen na de release van Five Nights at Freddy's 1 plaats. Er was echter niets met betrekking tot "87" in de tweede game, behalve de datum die werd onthuld in Nacht 5 en Nacht 6. Uit de lore van The Game Theorists zou blijken dat Five Nights at Freddy's 2 zich afspeelt vóór de gebeurtenissen van Five Nights at Freddy's 1.
- Veel mensen gaan er ten onrechte van uit dat het feest dat Phone Guy noemt na nacht 6 plaatsvindt en dat Jeremy naar de dayshift-positie wordt verplaatst. Dit wordt echter weerlegd door Phone Guy die een vakantiebaan noemt in de nacht 1-oproep en het salaris van november, wat betekent dat deze oproepen vooraf werden opgenomen.
- In de originele mobiele versies van Five Nights at Freddy's 2 kan de Music Box in de Prize Corner worden gedempt door op de locatie te tikken waar de "Mute Call"-knop zich gewoonlijk bevindt. Dit kan echter niet worden gedaan terwijl u tegelijkertijd de Music Box opwindt.
- Freddy en Golden Freddy zijn de enige animatronics die zowel vanuit de gang als vanuit het kantoor zelf kunnen aanvallen.
- Freddy, Toy Freddy, Foxy en Balloon Boy zijn de enige animatronics die 's nachts terugkeren naar hun startlocaties.
- De manier waarop Freddy in het pak staart in het "Game Over" scherm is vergelijkbaar met de tussenfilmpjes na elke avond.
- Klikken op de neus van (Toy) Freddy op de poster in het kantoor met de tekst "CELEBRATE!" in de pc-versie van het spel zal hetzelfde piepende geluid maken als in het eerste spel. Dit werkt niet in de mobiele versie.
- Het blijkt dat hoe dichter Toy Freddy bij de nachtwaker komt, hoe meer zijn kaak open hangt, tot het punt waarop de tanden op zijn onderkaak niet zichtbaar zijn tijdens zijn jumpscare. Dit gedrag is vergelijkbaar met dat van de originele Chica uit de eerste game.
- Ongewoon lijkt Toy Freddy veel actiever in de mobiele versie van het spel. Het is niet bekend waarom dit gebeurt.
- Toy Freddy wordt actief als je de Monitor te lang of te vaak gebruikt.
- Toy Freddy verschijnt niet in de Game Area in de mobiele versie. Het is onbekend waarom dit gebeurt.
- De speler heeft een kleine kans om de ogen van Bonnie (of het gebrek daaraan) te zien knipperen, terwijl hij in het kantoor staat. Dit kan echter worden veroorzaakt door de flikkerende lichten van het kantoor terwijl hij aanwezig is, want er zijn geen frames voor deze animatie in de game.
- Bonnie is de enige animatronic uit de game die stil blijft staan, terwijl hij de speler aanvalt in plaats van uit te vallen of eruit te springen zoals andere animatronics. In plaats daarvan reikt hij in feite zijn hand naar de speler.
- Toy Bonnie is de enige animatronic die daadwerkelijk in het kantoor beweegt wanneer het Freddy Fazbear Mask wordt gebruikt.
- Toy Bonnie is een van de slechts twee speelgoedanimatronics die worden weergegeven als een ontgrendelbaar beeldje (in tegenstelling tot een knuffel) die aan de speler wordt toegekend na het voltooien van een specifieke Custom Night preset. De andere is Balloon Boy.
- Het is voor Toy Bonnie mogelijk om het kantoor binnen te gaan, zelfs als Mangle zich momenteel in de dode hoek van de Right Air Vent bevindt.
- Toy Bonnie verschijnt niet in Party Room 4 op de iOS-versie van het spel.
- De gitaar die Toy Bonnie vasthoudt is (vreemd genoeg) identiek aan de originele gitaar van Bonnie uit de eerste game, maar in een lichtere kleur.
- Chica kan de nachtwaker daadwerkelijk aanvallen zonder het kantoor binnen te gaan als de speler te lang op de camera blijft staan nadat ze van kamer is veranderd. Dit kan ook gebeuren met Bonnie, Freddy en Toy Freddy.
- Toy Chica lijkt haar cupcake, Mr. Cupcake, vast te houden waar ze ook gaat, zelfs als ze aanvalt, maar de cupcake is niet zichtbaar wanneer ze zich in de linkerluchtopening, het showpodium of de grote zaal bevindt.
- Het ontwerp van Toy Chica op haar lichaamsvorm en snavel laat waarschijnlijk zien dat haar tegenhanger, Chica, eigenlijk een vrouwelijke kip is, omdat sommige mensen haar aanzagen voor een mannetje of een eend of een woerd (mannetjeseend).
- De snavel en ogen van Toy Chica ontbreken meerdere keren wanneer ze de onderweg is naar de speler tijdens haar jumpscare. Ze zijn alleen te zien in het hoofdmenu, de Show Stage, de afbeelding na het voltooien van Night 5-7 en haar mugshot van de Custom Night.
- Uit de bestanden van de game is er een textuur van Toy Chica's vooraanzicht, vergelijkbaar met Toy Bonnie wanneer hij het kantoor binnenkomt, terwijl de speler het Freddy Fazbear-masker draagt. Het wordt echter niet voor het spel gebruikt.
- De originele Foxy was te zien in de derde teaser met Mangle en heeft glanzend zwarte ogen. In de feitelijke tweede game wordt hij echter vervangen door zijn eigen versleten vorm.
- Foxy en The Puppet zijn de enige twee animatronics die niet worden beïnvloed door de Freddy Fazbear Mask.
- Foxy is de enige animatronic die alleen door de zaklamp wordt tegengehouden.
- In de Custom Night is Foxy nog steeds zelden actief, zelfs als zijn A.I. level is ingesteld op 0.
- Als je de tekeningen in de trailer en in Kid's Cove van dichtbij bekijkt, zie je hoe Mangle wordt verscheurd door jonge kinderen. Dit zou erop kunnen duiden dat Mangle een gevestigd personage was voorafgaand aan de creatie van de "Toy" -animatronics, wat ook zou verklaren waarom Mangle oorspronkelijk Funtime Foxy werd genoemd.
- Telkens wanneer Mangle verschijnt, is er een luid radio-interferentiegeluid, waarschijnlijk omdat Mangle extreem beschadigd is, inclusief hun voicebox. Het geluid is afwezig in de mobiele versie (behalve in de geremasterde versie, waar het is toegevoegd), en is ook afwezig wanneer Mangle buiten het kantoor in de gang is.
- Terwijl naar Mangle wordt verwezen als "hij" door de Phone Guy, omvat een van de Custom Night Challenges, getiteld "Ladies Night", Toy Chica, Chica en Mangle. Vanwege de "Ladies Night" zien veel mensen Mangle daarom ook als "zij", hoewel deze animatronic in principe "geslachtloos" is, omdat hij/zij aldoor uit elkaar gehaald wordt door diverse kinderen en medewerkers.